# エレンディア放送局 リヴィエラジオ
エレンディア放送局 リヴィエラジオ（エレンディアほうそうきょく リヴィエラジオ）は、ゲーム『Riviera 〜約束の地リヴィエラ〜』に関連したインターネットラジオ番組。全13回。

## 概要
- 音泉 2006年11月14日～2007年2月13日　毎週火曜更新
- 公式ホームページでも一週遅れで配信

## パーソナリティ
- 釘宮理恵
- 今野宏美

## コーナー
- ルゥリのお気楽お悩み相談室
- リヴィエラギャグバトル
- リヴィエラオリジナルドラマ 
  - ザ･プレシャス･チャプターを流す

### ザ・プレシャス・チャプター
- 第5回　（2006年12月19日）
  - トレジャーハンター･ルゥリ! ～舞い降りた宝物～（前編）
    - ルゥリ：今野宏美
    - モラン：板東愛
    - ギル：吉原ナツキ
    - ナレーション：塩山由佳
- 第6回　（2006年12月26日）
  - トレジャーハンター･ルゥリ! ～舞い降りた宝物～（後編）
    - ルゥリ：今野宏美
    - モラン、ココ：板東愛
    - ギル：吉原ナツキ
    - カイル、猛犬系魔族：服巻浩司
    - フィア：柳瀬なつみ
    - エクセル：釘宮理恵
    - ナレーション：塩山由佳
- 第7回　（2007年1月9日）
  - ペンダントの思い出 ～アーク族の冒険～（前編）
    - セレネ：野中藍
    - パルレ：藤野とも子
    - テーセ：板東愛
    - ナレーション：塩山由佳
- 第8回　（2007年1月16日）
  - ペンダントの思い出 ～アーク族の冒険～（後編）
    - セレネ：野中藍
    - パルレ：藤野とも子
    - テーセ：板東愛
    - ローラ、ナレーション：塩山由佳
- 第9回　（2007年1月23日）
  - ミルフィーユちゃんの憂鬱!?（前編）
    - ロゼ：小松里歌
    - シエラ：後藤邑子
    - エクセル：釘宮理恵
    - フィア：柳瀬なつみ
    - ルゥリ：今野宏美
    - セレネ：野中藍
    - ナレーション：塩山由佳
- 第10回　（2007年1月30日）
  - ミルフィーユちゃんの憂鬱!?（後編）
    - ロゼ：小松里歌
    - シエラ：後藤邑子
    - エクセル：釘宮理恵
    - フィア：柳瀬なつみ
    - ルゥリ：今野宏美
    - セレネ：野中藍
    - ナレーション：塩山由佳
- 第11回　（2007年2月6日）
  - 疑惑と魅惑のバナナン･デニッシュ（前編）
    - ルゥリ：今野宏美
    - セレネ：野中藍
    - シエラ：後藤邑子
    - フィア：柳瀬なつみ
    - レディア：藤野とも子
    - グラハム：福原耕平
    - ココ：板東愛
    - エクセル：釘宮理恵
    - ロゼ：小松里歌
    - カピ、ナレーション：塩山由佳
- 第12回　（2007年2月13日）
  - 疑惑と魅惑のバナナン･デニッシュ（後編）
    - ルゥリ：今野宏美
    - セレネ：野中藍
    - ココ：板東愛
    - エクセル：釘宮理恵
    - ロゼ：小松里歌
    - カピ、ナレーション：塩山由佳

## ゲスト
- 柳瀬なつみ(#6)